# Sol Plaatje
Solomon Tshekisho Plaatje (9 ottobre 1876 – 19 gennaio 1932) è stato uno scrittore sudafricano.
Intellettuale di etnia tswana, ha lasciato scritti documentari e narrativi di grande rilievo. La sua opera principale è il romanzo Mhudi, il primo in lingua inglese scritto da un sudafricano di colore.

## Biografia
Sol Plaatjie veniva da una grande famiglia barolong di antiche tradizioni, era poliglotta e appassionato studioso di problemi linguistici e letterari (compilò, insieme al linguista anglosassone Webster, un dizionario tswana-inglese, e tradusse cinque drammi di Shakespeare in lingua tswana), ma anche un intellettuale di eccezionale statura e un politico attivo e originale. Ancora giovane, fu stenografo, interprete e traduttore presso i tribunali coloniali, poi entrò nel giornalismo e fondò giornali in lingue africane. Nel 1912, all'indomani della guerra anglo-boera e della totale presa di potere da parte della Gran Bretagna, fu tra i fondatori dell'attuale African National Congress (Anc), di cui divenne il primo segretario generale. Si batté contro il razzismo e la discriminazione e per la solidarietà dei popoli oppressi, in collegamento con i leader neri allora attivi negli Stati Uniti, dove si recò a raccogliere solidarietà per i popoli dell'Africa australe.
Consapevole della propria statura intellettuale, dialogava con i grandi personaggi suoi contemporanei; era amico e ammiratore di Olive Schreiner, autrice di Storia di una fattoria africana (1883). Ha scritto altre due importanti opere narrative, sempre in lingua inglese: il Boer War Diary (storia dell'assedio di Mafeking durante la guerra anglo-boera; pubblicato 40 anni dopo la morte) e Native Life in South Africa, importante e appassionata difesa delle civiltà africane.

## Opere
- Boer War Diary (intorno al 1900)
- The Essential Interpreter (intorno 1909)
- Mhudi (1913), Milano, Baldini Castoldi Dalai, 2010 - traduzione di Michela Canepari
- *Native Life in South Africa (1914)
- Sechuana Proverbs with Literal Translations and their European Equivalents (1916)
- A Sechuana Reader in International Phonetic Orthography (1916)
- Bantu Folk-Tales and Poems

### Traduzioni da Shakespeare
- Dikhontsho tsa bo-Juliuse Kesara - Giulio Cesare
- Diphosho-phosho - La commedia degli errori